# Hubert Védrine
Hubert Védrine (Saint-Silvain-Bellegarde, 31 luglio 1947) è un politico francese.
Suo padre era amico di François Mitterrand dal 1942, epoca in cui il futuro presidente della Repubblica era funzionario del regime di Vichy. Formatosi all'Istituto di studi politici di Parigi e all'École nationale d'administration, dopo l'elezione di Mitterrand nel 1981 ricopre vari ruoli presso la Presidenza della Repubblica, fino a diventarne segretario generale nel 1991. Scaduto il mandato di Mitterrand nel maggio 1995, rientra al Consiglio di Stato, dove era stato nominato nel 1986.

## Ministro degli Esteri della coabitazione
Dal 2 giugno 1997 al 6 maggio 2002 è ministro degli Esteri nel governo di Lionel Jospin.
I motivi per cui la scelta è caduta su un diplomatico e non su un politico sono ricollegabili alle regole non scritte della coabitazione. Il governo Jospin è l'espressione di una maggioranza di sinistra, ma è stato nominato dal presidente della Repubblica Jacques Chirac che è anche il capo dell'opposizione. Dal momento che la Costituzione della Quinta Repubblica francese prevede che il Capo dello Stato sia anche il responsabile della politica estera e delle forze armate, la nomina dei ministri competenti (Esteri, Difesa, Cooperazione e Affari Europei) deve avere il gradimento del presidente della Repubblica. Nel giugno 1997 la nomina di Védrine ha ottenuto l'avallo dell'entourage presidenziale, anche perché durante le coabitazioni del 1986-1988 e del 1993-1995 si era fatto apprezzare dagli esponenti del centrodestra allora al governo. Nel secondo volume sue memorie, Chirac farà un vero elogio di Védrine.
Dal 2003 è presidente dell'Istituto François Mitterrand.